# Sheng Huaren
Sheng Huaren (chinesisch 盛华仁; * 1935 in Yancheng, Jiangsu) ist ein chinesischer Politiker der Kommunistischen Partei Chinas (KPCh), der unter anderem zwischen 1990 und 1998 Generaldirektor des heutigen staatlichen Erdölunternehmens Sinopec sowie von 1998 bis 2001 Vorsitzender der Staatlichen Kommission für Wirtschaft und Handel im Ministerrang war. Er fungierte zudem zwischen 2003 und 2008 als Vize-Vorsitzender sowie Generalsekretär des Ständigen Ausschusses des Nationalen Volkskongresses.

## Leben
Sheng Huaren, ein Angehöriger der Han-Chinesen, trat 1954 der Kommunistischen Partei Chinas (KPCh) als Mitglied bei. Er war einige Zeit in verschiedenen Betrieben der chemischen Industrie tätig und war unter anderem von Sekretär des Parteikomitees des Chemiebetriebes in Nanjing sowie Mitglied des Exekutivausschusses des Chinesischen Rates zur Förderung der friedlichen Wiedervereinigung. Er fungierte von 1965 bis 1970 als stellvertretender Direktor der zum Ministerium für chemische Industrie gehörenden Gesellschaft für chemische Düngermittelindustrie und wurde danach stellvertretender Leiter der Langzeitplanungsgruppe des Ministeriums für Erdöl- und Chemieindustrie.
Nachdem er einige Zeit stellvertretender Direktor sowie zuletzt Direktor der Planungsabteilung des Ministeriums für chemische Industrie wurde Sheng 1983 stellvertretender sowie zuletzt stellvertretender geschäftsführender Generaldirektor des heutigen staatlichen Erdölunternehmens Sinopec. Zugleich war er stellvertretender Sekretär der Betriebsparteigruppe der KPCh von Sinopec, ehe er im August 1990 als Nachfolger von Chen Jinhua Generaldirektor von Sinopec sowie als Sekretär der Betriebsparteigruppe der KPCh. Auf diesem Posten blieb er bis März 1998 und wurde danach durch Li Yizhong abgelöst. Zugleich war er Vizepräsident der Chinesisch-Südkoreanischen Wirtschaftsvereinigung.
1992 wurde Sheng erstmals Mitglied des Nationalen Volkskongresses sowie auf dem XV. Parteitag der Kommunistischen Partei Chinas 1997 zum Mitglied des Zentralkomitee (ZK) gewählt, dem er bis 2002 angehörte. Im März 1998 wurde er als Nachfolger von Wang Zhongyu Vorsitzender der Staatlichen Kommission für Wirtschaft und Handel im Ministerrang im Staatsrat der Volksrepublik China und bekleidete dieses Amt bis zu seiner Ablösung durch Li Rongrong im Februar 2001. Zugleich wurde er 1998 Mitglied der Staatlichen Lenkungsgruppe für Wissenschaft und Technologie. Nachdem er von 1998 bis 2003 Mitglied des Ständigen Ausschusses des Nationalen Volkskongresses war, wurde im März 2003 Vize-Vorsitzender und Generalsekretär des Ständigen Ausschusses des Nationalen Volkskongresses. Diese Funktion bekleidete er bis März 2008, woraufhin Li Jianguo seine Nachfolge antrat.

## Weblink
- Eintrag in China Vitae

| Personendaten    | Personendaten          |
| ---------------- | ---------------------- |
| NAME             | Sheng, Huaren          |
| KURZBESCHREIBUNG | chinesischer Politiker |
| GEBURTSDATUM     | 1935                   |
| GEBURTSORT       | Yancheng, Jiangsu      |